# Ursiden
Die Ursiden sind ein Meteorstrom, der in der letzten Dezemberdekade beobachtbar ist. Der Mutterkörper dieses Meteorstromes ist der Komet 8P/Tuttle. Sein Radiant liegt im Sternbild Ursa Minor beim Stern Kochab. Der Radiant ist somit zirkumpolar. Im Maximum weisen die Ursiden eine ZHR von 10 Meteoren pro Stunde auf. Jedoch wurden vereinzelt auch deutlich höhere Zahlen beobachtet.

## Historie
Die Ursiden wurden um 1900 von William F. Denning entdeckt, erfuhren aber lange Zeit wenig Beachtung. Am 22. Dezember 1945 beobachteten tschechische Astronomen durch Zufall einen kräftigen Ausbruch des Meteorschauers, wobei eine ZHR von über 100 erreicht wurde. In den folgenden Jahren wurden die Ursiden systematisch untersucht, die beobachteten Meteorzahlen waren aber, verglichen mit 1945, stets sehr gering. Deshalb ließ das Interesse an diesem Meteorschauer bald wieder nach. Erst Anfang der 1970er Jahre erfolgten weitere Untersuchungen durch britische Amateurastronomen, wobei sehr geringe ZHR festgestellt wurden. Durch Radiobeobachtungen wurde jedoch in den Tagesstunden des 22. Dezember 1973 ein kurzer Ausbruch mit einer ZHR von etwa 30 nachgewiesen. Vergleichbar stark traten die Ursiden am 22. Dezember 1979 in Erscheinung, diesmal waren es norwegische Beobachter, die die Meteore am Nachthimmel sichten konnten. In mehreren europäischen Ländern wurde ein deutlich stärkerer Ausbruch der Ursiden, mit ZHR bis zu 100, am 22. Dezember 1986 beobachtet.
Seit langem war bekannt, dass es sich bei 8P/Tuttle um den Ursprungskometen der Ursiden handelt. Die Umlaufszeit dieses Schweifsterns beträgt 13,5 Jahre. Interessanterweise fielen die beobachteten Ausbrüche der Ursiden in den Jahren 1945, 1973 und 1986 nicht etwa mit der Sonnennähe, sondern mit der Sonnenferne des Kometen zusammen. Peter Jenniskens und Esko Lyytinen entwickelten ein Modell, das dieses ungewöhnliche Phänomen u. a. durch die Schwerkraftwirkung des Planeten Jupiter erklärte. Dieselben Autoren sagten für den 22. Dezember 2000 – wieder war der Komet in Sonnenferne – einen erneuter Ausbruch der Ursiden vorher. Zahlreiche Beobachter legten sich auf die Lauer, doch die Ergebnisse waren widersprüchlich. Vor allem Videoaufnahmen und Radioechos deuteten auf verstärkte Meteor-Aktivität hin, doch es blieben Zweifel an der dabei angewandten Methodik. Hinzu kam, dass visuelle Beobachter nur die üblichen niedrigen Ursiden-Raten registrierten.
Ähnliche Einflüsse und Bahnstörungen durch Jupiter treten nicht nur bei den Kometen der Jupiterfamilie auf, sondern auch bei anderen Meteorströmen wie den Draconiden und den Quadrantiden.